# Sustitución (álgebra)
En álgebra, la sustitución es un procedimiento utilizado para resolver determinados tipos de ecuaciones, reemplazando una variable por una expresión en función de otra variable, lo que permite transformar la ecuación inicial en un tipo cuya resolución se conoce.

## Aplicaciones

### Ecuaciones bicuadráticas
Para la resolución de ecuaciones bicuadráticas, se puede utilizar la sustitución {\displaystyle z=x^{2}}, bajando así el grado de la ecuación dada y permitiendo la obtención de una ecuación de segundo grado en la variable {\displaystyle z}, cuya resolución ya se conoce. Se obtienen los valores de la nueva ecuación por radicación, y finalmente se igualan a la variable inicial {\displaystyle x}, que puede despejarse fácilmente.
Ejemplo: {\displaystyle x^{4}-5x^{2}+6=0}
1) Plantear la sustitución {\displaystyle z=x^{2}}, y así 
{\displaystyle z^{2}-5z+6=0}
2) A continuación se calculan las raíces de la ecuación de segundo grado mediante el teorema de Vieta
{\displaystyle z_{1}=2;z_{2}=3}
3) Por último, {\displaystyle z_{1}} y {\displaystyle z_{2}} se asimilan a {\displaystyle x^{2}}, y se calculan las raíces de la ecuación dada
{\displaystyle x^{2}=2;x^{2}=3}
{\displaystyle x=\pm {\sqrt {2}};x=\pm {\sqrt {3}}}

### Ecuaciones logarítmicas
Si una ecuación contiene potencias de los Logaritmos de una variedad de expresiones, el método de sustitución aplicado sobre estos logaritmos permite obtener una nuevas ecuaciones algebraicas de menor grado, tratándose las raíces como en el caso anterior sustituyendo los logaritmos por una nueva variable.
Ejemplo: {\displaystyle log_{2}^{2}x-6log_{2}x+8=0}
1) Plantear la sustitución {\displaystyle z=log_{2}x}, y así 
{\displaystyle z^{2}-6z+8=0}
2) A continuación, se calculan las raíces por el teorema de Vieta
{\displaystyle z_{1}=2;z_{2}=4}
3) Por último, {\displaystyle z_{1}} y {\displaystyle z_{2}} se asimilan a {\displaystyle log_{2}x} y se calculan las raíces de la ecuación dada
{\displaystyle log_{2}x=2;log_{2}x=4}
{\displaystyle x_{1}=4;x_{2}=16}

### Ecuaciones exponenciales
Si la ecuación dada tiene la forma {\displaystyle A\cdot a^{2x}+B\cdot a^{x}+C=0}, donde A, B y C son números reales, y {\displaystyle a>0,a\neq 0}, entonces la ecuación se puede resolver usando la sustitución {\displaystyle a^{x}=z}. Es posible resolver tales ecuaciones de orden superior (por ejemplo, si contienen {\displaystyle a^{3x}}), pero entonces la ecuación debe estructurarse de tal manera que, cuando se introduzca la nueva variable, todas las variables {\displaystyle x} sean reemplazadas y la sustitución dé como resultado una ecuación algebraica soluble que dependa de {\displaystyle z}.
Por ejemplo: {\displaystyle 4^{x}-3\cdot 2^{x}+2=0}
1) Se parte de la ecuación
{\displaystyle 2^{2x}-3\cdot 2^{x}+2=0}
2) Suponiendo que {\displaystyle z=2^{x}}, entonces
{\displaystyle z^{2}-3z+2=0}
3) Según el teorema de Vieta, las raíces se calculan como
{\displaystyle z_{1}=1;z_{2}=2}
4) Finalmente, {\displaystyle z_{1}} y {\displaystyle z_{2}} se asimilan a {\displaystyle 2^{x}} y se calculan las raíces de la ecuación dada
{\displaystyle 2^{x}=1;2^{x}=2}
{\displaystyle x_{1}=0;x_{2}=1}

### Desigualdades
En el caso de las desigualdades, se pueden tratar ecuaciones similares: la sustitución se usa de forma análoga que en una ecuación. La desigualdad matemática se resuelve a partir de la nueva variable, y los intervalos resultantes se asimilan a la expresión de la variable indicada. Las desigualdades resultantes se resuelven con intervalos para la desigualdad inicial.
Por ejemplo: {\displaystyle 4^{x}-3\cdot 2^{x}+2<0}
1) Convertir la desigualdad en
{\displaystyle 2^{2x}-3\cdot 2^{x}+2<0}
2) Suponiendo que {\displaystyle z=2^{x}}, entonces
{\displaystyle z^{2}-3z+2<0}
3) Al resolver la desigualdad, se obtiene que
{\displaystyle z\in (1;2)} o {\displaystyle {\begin{cases}z<2\\z>1\end{cases}}}
4) Poniendo {\displaystyle z} en lugar de {\displaystyle 2^{x}}, se resuelve el sistema de desigualdades
{\displaystyle {\begin{cases}2^{x}<2\\2^{x}>1\end{cases}}}{\displaystyle \Rightarrow }{\displaystyle {\begin{cases}x<1\\x>0\end{cases}}}
{\displaystyle x\in (0;1)}